# Clubiona lirata
Clubiona lirata är en spindelart som beskrevs av Yang, Song och Zhu 2003. Clubiona lirata ingår i släktet Clubiona och familjen säckspindlar. Inga underarter finns listade i Catalogue of Life.